# XML-RPC
XML-RPC (Extensible Markup Language Remote Procedure Call) ist eine Definition zum Methoden- oder auch Funktionsaufruf durch verteilte Systeme.

## Allgemeines
Bei der Spezifikation wurde darauf Wert gelegt, dass eine Implementierung von XML-RPC ohne großen Aufwand in unterschiedlichen Programmiersprachen und auf unterschiedlichen Systemplattformen möglich ist.
Auch aus diesem Grund wurden zur Realisierung zwei Standards miteinander verbunden:
Für den Transport der Daten wurde auf das Hypertext Transfer Protocol (HTTP) zurückgegriffen, während die Darstellung der übertragenen Daten in der Extensible Markup Language (XML) geschieht.
Die Wahl dieser Standards stellt auch den wesentlichen Unterschied zu älteren RPC-Mechanismen, wie beispielsweise RPC, Corba oder DCOM dar, bei denen die Daten zumeist in einer (teilweise systemabhängigen: DCOM) binären Darstellung über spezielle Übertragungsprotokolle übermittelt werden.
Historisch gesehen ist XML-RPC der Vorgänger von SOAP, ist im Gegensatz zu diesem jedoch wesentlich schlanker und schneller zu verstehen.
Es gibt zahlreiche Implementierungen für viele der heute gängigen Programmiersprachen, die die Basisfunktionalitäten des Methodenaufrufs und der Methodenbehandlung übernehmen.
Zu den Basisfunktionalitäten in diesen Bibliotheken gehören unter anderem:
- Darstellung der Datentypen,
- Generierung und Analyse der Aufruf- und der Antwortpakete,
- Übertragung und Empfang derselben und
- oft auch die Bereitstellung von Skeleton und Stub zum einfachen „mit Leben füllen“ des Programmcodes.

Folgende Datentypen sind in XML-RPC definiert:
| Typname(n) in XML-RPC | Beschreibung                             |
| --------------------- | ---------------------------------------- |
| int, i4               | Integer (Datentyp)                       |
| double                | Gleitkommazahl                           |
| boolean               | Boolesche Variable                       |
| string                | Zeichenkette                             |
| dateTime.iso8601      | Datum und Uhrzeit ähnlich dem ISO-Format |
| base64                | Base64-kodierte binäre Daten             |

Mehrere dieser einfachen Datentypen können mittels „struct“ und „array“ zusammengefasst werden.
Ein „struct“ stellt hierbei eine Ansammlung von Schlüssel-Wert-Paaren dar; auf jeden enthaltenen Wert kann also durch einen eindeutigen Schlüssel zugegriffen werden.
Ein „array“ stellt hingegen eine Liste dar; jeder enthaltene Wert wird hierbei eindeutig über seine Position beschrieben.
Neben den einfachen Datentypen können „struct“s und „array“s, wiederum „struct“s und „array“s als Werte enthalten; es lassen sich somit beliebig komplexe Datenstrukturen darstellen.
In Java ist der dem „struct“ entsprechende Datentyp die sogenannte Map (java.util.Map).
Bei den Implementierungen wird allerdings zumeist die Klasse HashTable zur Darstellung verwendet, die die Schnittstelle Map implementiert, aber schon länger in Java existiert.
Der dem „array“ entsprechende Datentyp ist in Java die sogenannte List (java.util.List) oder ein Object-Array.

## Erweiterungen des Standards
Es existieren vielfältige Erweiterungen des Standards, um mutmaßliche Lücken im Standard zu schließen.
Meist beruhen diese Erweiterungen jedoch auf einem Missverständnis, was XML-RPC ist, und gefährden die Interoperabilität unterschiedlicher Systeme.
Daher bieten auch die meisten Implementierungen einen Schalter an, um in einen Kompatibilitätsmodus zu wechseln, in dem nur der Standard unterstützt wird.

### Null-Datentyp
Die Darstellungen von sogenannten Null-Werten (auch bekannt als NIL, NULL oder NUL) ist mit XML-RPC nicht möglich.
Methoden müssen daher immer einen konkreten Wert zurückgeben, in seltenen Fällen kann dies ein Problem sein.
Es existieren unterschiedliche Erweiterungen des XML-RPC-Standards, um dieses Problem zu beheben, allerdings werden diese Erweiterungen nicht von allen Servern und Clients unterstützt.

## Beispiele

### Anfrage
```
 
<?xml version="1.0"?>

 
<methodCall>

   
<methodName>
warenkorb.addPosition
</methodName>

   
<params>

     
<param>

       
<value><string>
Monitor
</string></value>

     
</param>

     
<param>

       
<value><int>
10
</int></value>

     
</param>

   
</params>

 
</methodCall>

```

### Antwort
```
 
<?xml version="1.0"?>

 
<methodResponse>

   
<params>

     
<param>

       
<value><string>
OK
</string></value>

     
</param>

   
</params>

 
</methodResponse>

```

Code-Beispiel: Linux Documentation Project